# Indochina-Weißzahnspitzmaus
Die Indochina-Weißzahnspitzmaus (Crocidura indochinensis) ist eine Spitzmausart aus der Gattung der Weißzahnspitzmäuse (Crocidura). Sie kommt in Südostasien in Teilen der Volksrepublik China bis nach Zentral-Thailand und in den Süden von Vietnam vor.

## Merkmale
Mit einer Kopf-Rumpf-Länge von etwa 6,6 Zentimetern zählt die Indochina-Weißzahnspitzmaus zu den kleineren Spitzmausarten Asiens und ist damit etwas größer als die nur auf der Insel Hainan vorkommenden Crocidura wuchihensis. Der Schwanz erreicht eine Länge von 47 bis 50 Millimetern. Der Hinterfuß weist eine Länge von 12 bis 13 Millimetern auf. Das Rückenfell ist dunkel braungrau mit einem etwas graueren Bauch. Von Crocidura wuchihensis lässt sie sich nur durch die Proportionen des Schädels unterscheiden.
| 1 | · | 3 | · | 1 | · | 3 | = 28 |
| 1 | · | 1 | · | 1 | · | 3 | = 28 |

Der Schädel hat eine Gesamtlänge von 17 bis 18 Millimetern. Wie alle Arten der Gattung besitzt die Art im Oberkiefer pro Hälfte einen Schneidezahn (Incisivus) und danach drei einspitzige Zähne, einen Prämolaren und drei Molaren. Im Unterkiefer besitzt sie dagegen einen einzelnen Eckzahn (Caninus) hinter dem Schneidezahn. Insgesamt verfügen die Tiere damit über ein Gebiss aus 28 Zähnen. Die Zahnwurzeln sind wie bei allen Weißzahnspitzmäusen im Gegensatz zu denen der Rotzahnspitzmäuse nicht pigmentiert.

## Verbreitung

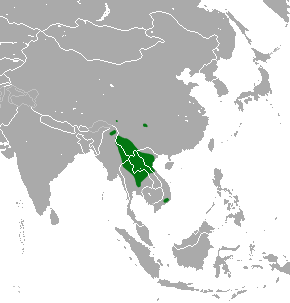
Verbreitungsgebiete (grün) der Indochina-Weißzahnspitzmaus nach Angaben der IUCN; Funde aus der chinesischen Provinz Fujian sind nicht aufgenommen, da keine genaue Lokalisierung bekannt ist.

Die Indochina-Weißzahnspitzmaus kommt in Südostasien in Teilen der Volksrepublik China bis auf die Malaiische Halbinsel vor. Die Kenntnisse über die Art stammen vor allem von einzelnen Nachweisen im Süden der Volksrepublik China aus den Provinzen Yunnan, Sichuan und Fujian, dem Norden und Osten Myanmars, aus Nord- und Zentral-Thailand, Nord- und Zentral-Laos und aus dem Norden und Süden von Vietnam. Die Höhenverbreitung reicht von 1200 bis 2400 Meter.

## Lebensweise
Die Lebensweise der Indochina-Weißzahnspitzmaus ist wie bei vielen Spitzmausarten weitestgehend unerforscht. Sie kommt in Bergwäldern vor, wobei sie sowohl für Primär- wie auch Sekundärwälder sowie in Laub- und Nadelwäldern nachgewiesen ist. Wie alle Spitzmäuse ernährt sich auch diese Art von wirbellosen Tieren, vor allem Insekten. Über die Fortpflanzung ist nichts bekannt.

## Systematik
Crocidura indochinensis wird als eigenständige Art innerhalb der Gattung der Weißzahnspitzmäuse (Crocidura) eingeordnet, die aus etwa 170 Arten besteht. Die wissenschaftliche Erstbeschreibung stammt von Robinson und Kloss aus dem Jahr 1922, die ein Individuum aus der Nähe der Stadt Đà Lạt auf dem Langbian-Plateau in Vietnam beschrieben. Diese Art wurde zeitweise gemeinsam mit Crocidura wuchihensis der auf Sri Lanka und in Indien lebenden C. horsfieldii zugeordnet, beide gelten heute jedoch als eigenständige Arten. Dabei wird zudem diskutiert, ob das Taxon Crocidura indochinensis möglicherweise mehrere Arten beinhaltet.
Innerhalb der Art werden heute neben der Nominatform Crocidura indochinensis indochinensis keine weiteren Unterarten unterschieden.

## Bedrohung und Schutz
Die Indochina-Weißzahnspitzmaus wird von der International Union for Conservation of Nature and Natural Resources (IUCN) trotz sehr geringer Kenntnis der ökologischen Ansprüche aufgrund des großen Verbreitungsgebietes, der angenommenen großen Populationen und der nicht vorhandenen Bestandsgefährdung sowie der angenommenen Anpassungsfähigkeit an veränderte Habitate als nicht gefährdet (least concern) eingeordnet. Sollte es in der Zukunft zu einer Auftrennung in mehrere Arten kommen, könnten einzelne als bedroht eingeschätzt werden.

## Belege
1. 1 2 3 4  Robert S. Hoffmann, Darrin Lunde: Indochinese Shrew. In: Andrew T. Smith, Yan Xie: A Guide to the Mammals of China. Princeton University Press, Princeton NJ 2008, ISBN 978-0-691-09984-2, S. 300.
2. 1 2 3 4 5  Crocidura indochinensis in der Roten Liste gefährdeter Arten der IUCN 2013.2. Eingestellt von: D. Lunde, 2008. Abgerufen am 18. Januar 2014.
3. 1 2 3 4  Crocidura indochinensis (Memento vom 2. Februar 2014 im Internet Archive). In: Don E. Wilson, DeeAnn M. Reeder (Hrsg.): Mammal Species of the World. A taxonomic and geographic Reference. 2 Bände. 3. Auflage. Johns Hopkins University Press, Baltimore MD 2005, ISBN 0-8018-8221-4.